# Манушян, Мисак
Мисак Манушя́н (также Мишель Манушьян и Манукян; фр. Missak Manouchian, з.-арм. Միսաք Մանուշեան; 1 сентября 1906 — 21 февраля 1944) — французский антифашист армянского происхождения, национальный герой Франции, рабочий-коммунист, поэт и переводчик.

## Биография

### Ранние годы
Родился в городе Xисн-и-Мансур в Западной Армении, входившей в состав Османской империи, в армянской крестьянской семье. В годы Первой мировой войны стал очевидцем геноцида армян, унёсшего жизни его родителей: отец, Геворк Манушян, ушёл в горы, где был убит, а мать вскоре умерла от голода. Сам Мисак с уцелевшим братом Карапетом остались сиротами и, следуя по маршруту сотен тысяч армянских беженцев, пешком перебрались через владения Османской империи в Сирию, управлявшуюся французами по мандату Лиги Наций. Там, находясь в сиротском приюте, братья изучили французский язык. Мисак познакомился с творчеством Бальзака, Гюго, Мюссе, Бодлера, Стендаля, Флобера, Беранже и сам начал писать стихи.

### Жизнь во Франции
В 1925 году эмигрировал во Францию, жил в Марселе и Париже. Работая на заводе «Citroën», вступил в радикальное профсоюзное объединение Унитарная всеобщая конфедерация труда (CGTU), в 1936 году влившееся обратно во Всеобщую конфедерацию труда (CGT). В 1927 году умер его брат Карапет. Потеряв работу в годы мирового экономического кризиса, Мисак Манушян подрабатывал, позируя для скульпторов.
Раннее литературное творчество Манушяна получило одобрение со стороны известного армянского поэта Аветика Исаакяна, побывавшего у него в гостях и ознакомившегося с его стихами. Сам Мисак в 1930 году был в числе учредителей «Товарищества французско-армянских новейших писателей». С армянскими соотечественниками выпускал литературно-художественные журналы «Джанк» («Усердие»), «Мшакуйт» («Культура») и «Занг» («Колокол»), пропагандирующие левые идеи и сохранение армянской культуры среди эмигрантов. Из писателей, не принадлежавших к армянской диаспоре, в числе первых свои произведения в журнале «Занг» разместил Ромен Роллан. Одновременно Манушян активно занимался переводами Бодлера, Верлена и Рембо на армянский язык, а также посещал лекции по литературе, философии, истории и политэкономии в Сорбонне.
Под влиянием кризиса Манушян укрепился в своих антикапиталистических убеждениях, тщательно изучал «Капитал» Карла Маркса и в 1934 году вступил во Французскую коммунистическую партию. В следующем году он был избран секретарём Комитета помощи Армении (HOC), связанного с «Иммигрантской рабочей силой» — организацией рабочих-иммигрантов из Унитарной всеобщей конфедерации труда. На одном из вечеров, устроенных HOC, Мисак Манушян познакомился с Мелинэ Асатрян, которая впоследствии стала его близким товарищем и женой. Их сближению способствовали общие детали биографии (детство в Западной Армении, память о геноциде, жизнь в сиротском приюте, эмиграция во Францию) и левые политические симпатии.

### Движение Сопротивления
Вместе с женой Мелинэ Манушян участвовал в Французском Сопротивлении против фашистских захватчиков, будучи активистом армянской секции боевой группы «Иммигрантская рабочая сила» (фр. Main-d'œuvre immigrée).
В день объявления Второй мировой войны, 3 сентября 1939 года, французские власти запретили деятельность Компартии и арестовали многих активистов, включая Манушяна, отправленного в тюрьму Сантэ. Во время обыска на квартире поэта жандармами были конфискованы и уничтожены многие его рукописи. Проведя три месяца в заключении, Манушян как иностранец был отправлен в Нормандию, в район Руана, где вернулся к работе оператором токарного станка. После вторжения немецких войск во Францию Манушян перебрался с остатками отступающей французской армии на юг страны, но вернулся в Париж по призыву жены Мелинэ, ответственной за координацию связи между подпольными отделениями ФКП на местах.
В Париже Мисак Манушян сплотил вокруг себя армянскую интеллигенцию, ранее сотрудничавшую в журнале «Занг», для создания интернационального отряда Французского Сопротивления и разворачивания антифашистской пропаганды. 22 июня 1941 года, в день нападения нацистов на Советский Союз, гестапо арестовало Мисака Манушяна и членов его группы во время облавы на одну их конспиративных явок. Он был отправлен в концлагерь Компьен, где не прекращал борьбу против фашизма, организовав вместе со своим новым знакомым, врачом-французом, подпольную организацию.
Бежав из лагеря, Манушян в марте 1943 года присоединился к отряду «Сталинград» (назван в честь Сталинградской битвы), подчинявшемуся структуре «Свободных стрелков и французских партизан». Впрочем, первая его вооружённая акция, предпринятая в Леваллуа-Перре 17 марта, не была успешной. В августе 1943 года, после смещения Бориса Голбана (благодаря усилиям которого были объединены этнически разобщённые боевые группы), Манушян возглавил три отряда, насчитывавших в общей сложности около 50 бойцов. Командование всеми партизанами в районе Парижа принял польский коммунист еврейского происхождения Йозеф Эпштейн (полковник Жиль), ветеран Гражданской войны в Испании.
С августа 1943 года группа под командованием Манушяна совершила почти тридцать успешных нападений на немецких оккупантов, включая операцию по ликвидации коменданта Парижа генерала фон Шамбурга, «отличившегося» массовыми расстрелами, и штандартенфюрера СС Юлиуса Риттера, ответственного за отправку 600 000 гражданских лиц на принудительные работу в Германию.
Печально известный нацистский «Красный плакат», изданный тиражом в 15 000 экземпляров, изображал Манушяна: «Манушян, армянин, лидер банды, 56 нападений, 150 погибших, 600 раненных». Пытаясь сыграть на шовинистических чувствах, выпустившие «Красный плакат» вишисты и немецкие оккупанты акцентировали внимание на иностранном происхождении и коммунистических убеждениях самого Манушяна и остальных членов его группы, объявленных «террористами» — впрочем, пропагандистская кампания возымела обратный эффект. «Группа Манушяна» действительно была многонациональной и включала восемь поляков, пять итальянцев, три венгра, двое армян, испанца, бессарабская еврейка (Ольга Банчик), три француза, одиннадцать евреев. По большей части, они были выходцами из пролетарских семей; некоторые из них покинули свои страны из-за безработицы и антисемитских притеснений. Под началом Манушяна действовал и молодой Анри Кразюки (Красуцкий), будущий член Политбюро ФКП и генеральный секретарь Всеобщей конфедерации труда.
В «группу Манушяна» входили:

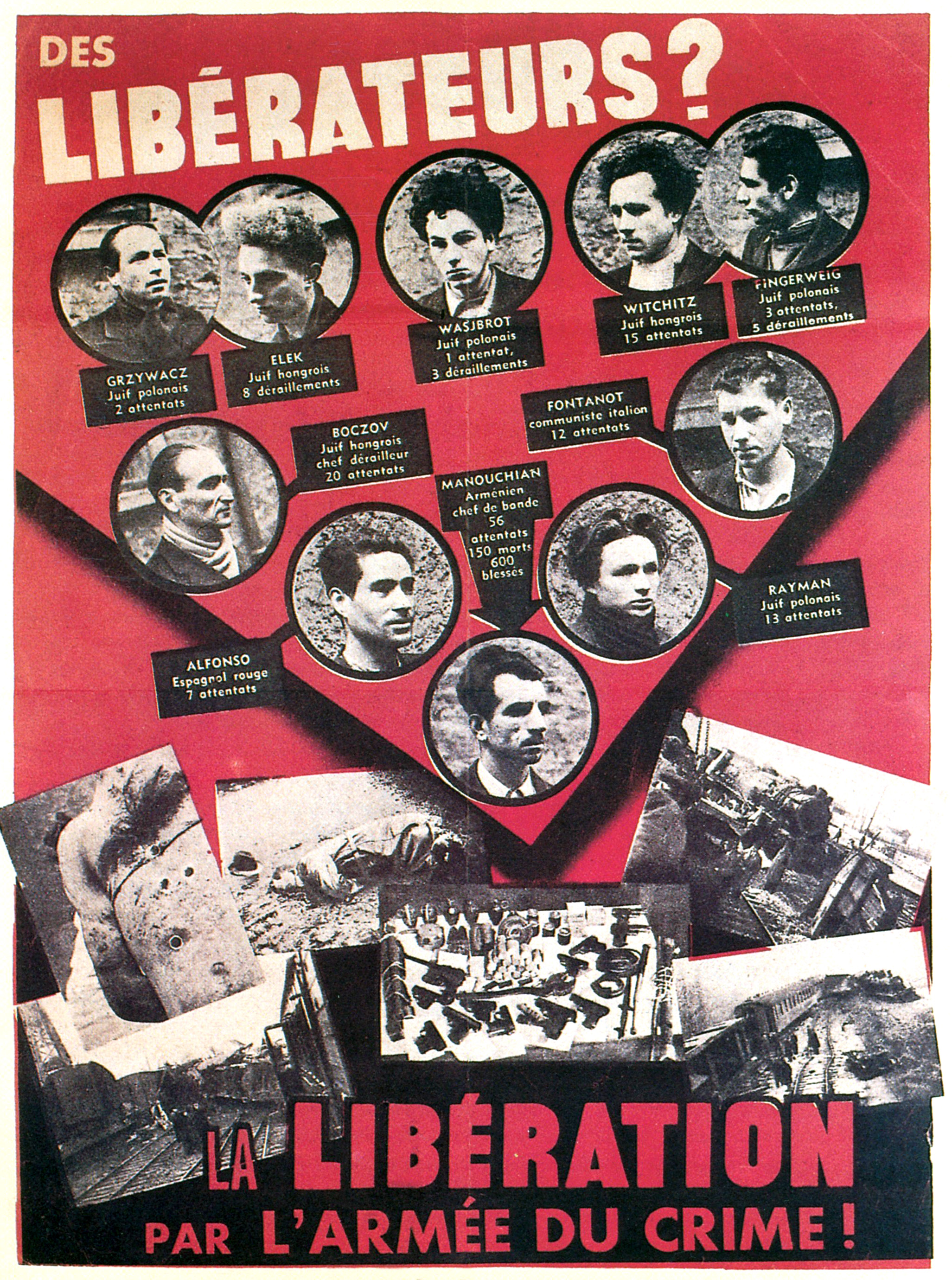
«Красный плакат» с членами группы Манушяна

- Селестино Альфонсо (Celestino Alfonso) — испанец;
- Ольга Банчик (Olga Bancic) — бессарабская еврейка;
- Имре Бекеш Глас (Imre Békés Glasz) — венгерский еврей;
- Йожеф Бочов (József Boczov) — венгерский еврей;
- Вольф Вайсброт (Wolf Wajsbrot) — польский еврей;
- Роберт Вичиц (Robert Witchitz) — француз;
- Йонас Гедульдиг (Jonas Geduldig) — польский еврей;
- Леон Голдберг (Léon Goldberg) — польский еврей;
- Шломо Грживач (Szlama Grzywacz) — польский еврей;
- Рино Делла Негра (Rino Della Negra) — итальянец;
- Жорж Клоарек (Georges Cloarec) — француз;
- Станислав Кубацкий (Stanislas Kubacki) — поляк;
- Арпен Тавитян (Arpen Tavitian) — армянин;
- Чезаре Луччарини (Cesare Luccarini) — итальянец;
- Мисак Манушян (Missak Manouchian) — армянин;
- Марсель Райман (Marcel Rayman) — польский еврей;
- Рожер Руксель (Roger Rouxel) — француз;
- Антонио Сальвадори (Antonio Salvadori) — итальянец;
- Амадео Уссельо (Amadeo Usseglio) — итальянец;
- Морис Фингерцвайг (Maurice Fingercwajg) — польский еврей;
- Спартако Фонтано (Spartaco Fontano) — итальянец;
- Вилли Шапиро (Willy Szapiro) — польский еврей;
- Тамаш Элек (Tamás Elek) — венгерский еврей.

### Арест и казнь
Утром 16 ноября 1943 года Мисак Манушян был арестован немецким командованием на подпольной штаб-квартире в Эври. По подозрению в связях с его группой всего было арестовано 68 человек. Сам Манушян подвергался пыткам и спустя 3 месяца, 21 февраля 1944 года, был в возрасте 37 лет казнён вместе с 21 членом своей группы («группа Манушяна»). Единственная женщина в группе — Ольга Банчик — была вывезена в Германию и казнена отдельно (гильотинирована в Штутгарте).
В день казни Манушян написал жене Мелинэ (ей, заочно приговорённой к смертной казни, удалось избежать ареста и пережить войну): «Что мне сказать тебе? Во мне все неопределенно, но вместе с тем светло. Я добровольно вступил в армию освобождения и умираю на пороге Победы. Счастливы те, кто будут жить после нас и наслаждаться радостями грядущего мира и свободы».

### Память

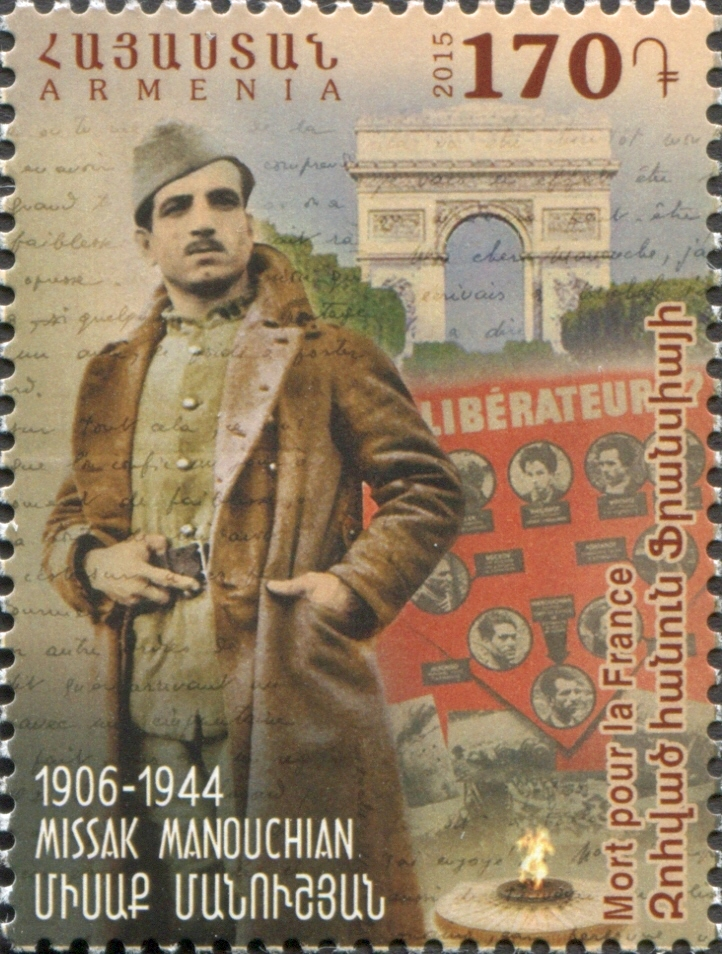
Почтовая марка Армении 2015 года

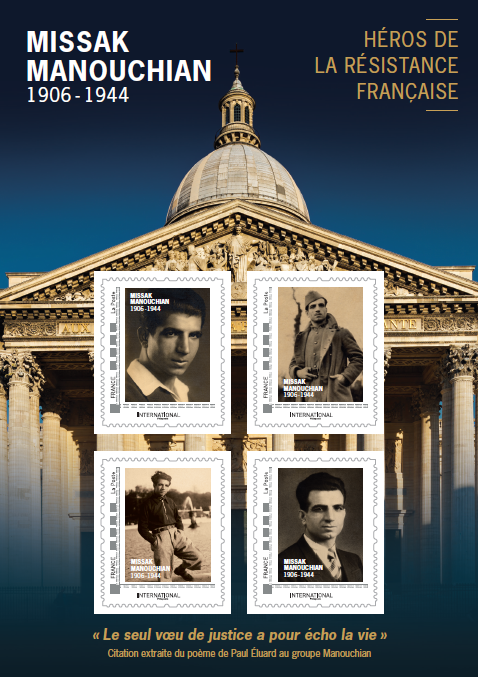
Марки в честь Мисака Манушяна

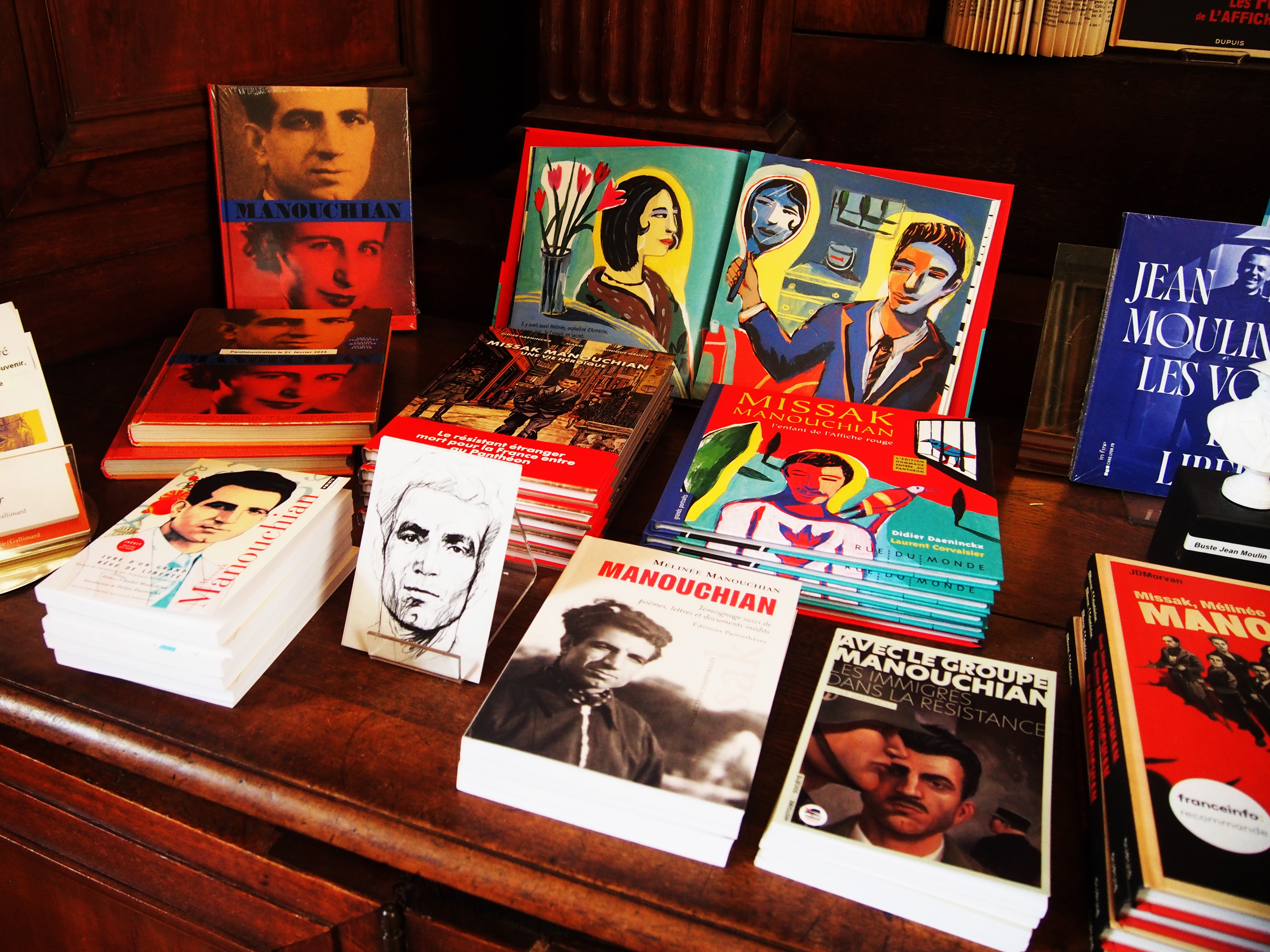
Магазин Пантеона. Книги о Мисаке Манушяне. Париж, 2025.

В 1978 году по просьбе Советского комитета ветеранов войны скульптором-монументалистом Ара Арменовичем Арутюняном (1928—1999, народный художник Армении, член-корреспондент Академии художеств СССР и РФ) был выполнен памятник Мисаку Манушяну из красного туфа в виде Хачкара, внутри которого была помещена бронзовая голова М. Манушяна. На памятнике высечены следующие слова: «Слава тому, кто погиб за то, чтобы жила Франция». Памятник установлен близ Парижа, в пригороде Иври. Торжественное открытие проходило при участии официальных лиц Франции и СССР, посла СССР во Франции и имело большой общественный резонанс.
Посмертно удостоен ордена «Почётного легиона». Его именем (а также именем «группы Манушяна») названы улицы, площади в Париже, Валансе, Марселе, Гардане и т. д., также в Ереване.
О Манушяне писали Поль Элюар, Луи Арагон, Лео Ферре, а также Шарль Азнавур, чья семья помогала ему скрываться от нацистов.
В 2009 году режиссёром, членом французской Левой партии, Робером Гедигяном (Robert Guediguian) снят фильм «L’Armee du crime — Bande Annonce» («Армия преступников», в роли Мисака Манушяна Симон Абгарян).
В 2015 году в Армении была выпущена почтовая марка.
21 февраля 2024 года по решению президента Франции Эмманюэля Макрона прах Мисака Манушяна и его жены Мелинэ был перенесён в парижский Пантеон в ходе торжественной церемонии в присутствии премьер-министра Армении Никола Пашиняна. Таким образом, Мисак Манушян вошёл в число покоящихся в Пантеоне выдающихся людей Франции наряду с Виктором Гюго, Жан-Жаком Руссо, Марией и Пьером Кюри, Эмилем Золя, Александром Дюма и другими.
Коллекция из четырех марок в честь Мисака Манушяна выпущена в 2024 году во Франции тиражом 8000 экземпляров и посвящена перезахоронению останков героя в Пантеоне величайших деятелей Франции.